# Tingle's Balloon Fight
Chinkuru no Balloon Fight DS (チンクルのバルーンファイトDS Chinkuru no Barūn Faito DS) är ett plattformsspel utvecklat av Nintendo till Nintendo DS. Spelet är än så länge endast tillgängligt för Club Nintendo medlemmar, som har nått platinaranking. Som det hörs på namnet, är detta spel liknande spelet Balloon Fight, som har släppts till en rad olika Nintendokonsoler.

## Handling och referenser till andra spel
Handlingen är sådan att Tingle, som är en 35-årig fé, utmanar ett väsen som heter Balloon Fighting Spirit. Det är nu spelarens uppdrag att se till att Tingle vinner.
Där finns en hel del referenser till andra spel, då främst Zeldaspel. Här är några av dem:
- I vissa spelsätt kan man hitta Rupees (De flesta Zeldaspel)
- Tingle's Tower (Tingles Torn) kan ses i bakgrunden ibland (The Legend of Zelda: The Wind Waker)
- Tingles bröder (Ankle och Knuckle) är med i detta spel, liksom David Jr., som Tingle räddade en gång (The Legend of Zelda: The Wind Waker, The Legend of Zelda: The Minish Cap, The Legend of Zelda: Four Swords Adventures)
- Tingle använder ballonger som transportmedel (The Legend of Zelda: Majora's Mask, Super Smash Bros. Melee, The Legend of Zelda: Four Swords Adventures, Freshly-Picked Tingle's Rosy Rupeeland)